# Praefectus Aegypti
Der praefectus Aegypti (vollständig praefectus Alexandriae et Aegypti) war der Statthalter der 30 v. Chr. eingerichteten römischen Provinz Ägypten. Der praefectus Aegypti entstammte anders als die senatorischen Statthalter der übrigen Provinzen dem Ritterstand und hatte als Verwalter dieser sehr wichtigen Provinz, die auch eine potentielle Machtbasis für Usurpatoren darstellen konnte und später für die Getreideversorgung der Stadt Rom immer wichtiger wurde, eine herausgehobene Bedeutung. Mehr noch als bei anderen Provinzen musste daher die uneingeschränkte Loyalität des Statthalters zum Kaiser sichergestellt sein, was durch die Besetzung mit einem Ritter statt einem Senator eher garantiert war, da eigene Ambitionen bezüglich des Kaisertums bei einem Ritter bis in severische Zeit von vorneherein ausgeschlossen schienen. Senatoren hingegen war es streng verboten, Ägypten ohne ausdrückliche kaiserliche Sondergenehmigung zu betreten. Die Rechtsstellung des praefectus Aegypti entsprach aber vollkommen der der senatorischen Statthalter, d. h. er verfügte aufgrund einer von Ulpian (Digesten 1, 17, I) erwähnten, von Augustus veranlassten Lex (Volksgesetz) über ein imperium ad similitudinem proconsulis (Kommandogewalt nach Art eines Prokonsuls). Wie alle Statthalter war er dem Princeps gegenüber aufgrund dessen imperium proconsulare maius („übergeordnete prokonsularische Befehlsgewalt“) weisungsgebunden.
Der praefectus Aegypti galt zunächst als höchstes Amt der ritterlichen Ämterlaufbahn und seine Bekleidung als Krönung einer langen Karriere in der kaiserlichen Verwaltung. Ab etwa 70 n. Chr. trat die Präfektur von Ägypten in der Rangfolge der ritterlichen Ämter hinter den Prätorianerpräfekten zurück, blieb aber sehr angesehen: Spätestens im 2. Jahrhundert trug der Präfekt den sonst nur Senatoren zustehenden Rangtitel vir clarissimus. Dem praefectus Aegypti waren drei oder vier Epistrategen untergeben, die ebenfalls dem Ritterstand entstammten. Die Verwaltung Ägyptens in dieser Form war einzigartig im Reich. Die Verwaltungsspitze war römisch, die mittlere Verwaltungsschicht der Gauebene (Gaustrategen) griechisch-makedonisch und nur die lokale Verwaltung ägyptisch. Die Verwaltungsstruktur Ägyptens übernahmen die Römer von den Ptolemäern, und laut Tacitus übernahm der praefectus Aegypti die Rolle, die bis 30 v. Chr. die Könige gespielt hatten (Tac. Hist. 1,11). Die ägyptische Bevölkerung erkannte in dem Präfekten, der anfangs auch im Königspalast residierte, faktisch den Nachfolger der Pharaonen sowie der Ptolemäer und assoziierte damit auch deren königlichen Attribute an den römischen Nachfolger. So war es dem Präfekten, wie einst den Pharaonen, nach einem archaischen Tabu untersagt, den Nil bei Hochwasser zu befahren.   
Der praefectus Aegypti hatte seinen Sitz in der Metropole Alexandria, reiste aber regelmäßig nach einem festen Reiseplan durch Ägypten, um Gerichtstage in den Städten Pelusium und Memphis abzuhalten und Verwaltungsentscheidungen zu treffen. Die wichtigste Aufgabe des Präfekten war die Steuer- und Finanzverwaltung, bei der er von Prokuratoren aus dem Ritterstand unterstützt wurde; normalerweise beriet ihn zudem ein consilium aus lokalen Würdenträgern. Der Präfekt führte auch den Befehl über die in Ägypten stationierten Legionen und Hilfstruppen. Die Amtszeit des praefectus Aegypti war nicht festgelegt und wurde vom jeweiligen Kaiser entschieden. Sie betrug üblicherweise zwei oder drei Jahre, nur selten, wie unter Tiberius, auch deutlich länger. Die Ablösung erfolgte in der Regel im Sommer, zum Ende eines ägyptischen Jahres. Eine echte Vernetzung der Präfekten mit den lokalen Eliten war angesichts der normalerweise recht kurzen Amtszeit kaum möglich und offenbar auch nicht gewünscht.
Im Rahmen der Provinzreform Diokletians, die eine Trennung der Zivilverwaltung von den militärischen Aufgaben mit sich brachte, kam es gegen Ende des 3. Jahrhunderts zur Aufteilung der Provinz Ägypten, die später noch mehrfach verändert wurde. Der Verwaltungsbereich des praefectus Aegypti beschränkte sich fortan auf Unterägypten und zeitweise das Fayyum-Becken, die übrigen Teilgebiete wurden von praesides verwaltet. Für militärische Fragen war nun allein der dux Aegypti et Thebaidos utrarumque Libyarum zuständig.
Die Liste der Präfekten von Ägypten ist heute nicht mehr vollständig zu rekonstruieren.